# Crematogaster tumidula
Crematogaster tumidula är en myrart som beskrevs av Carlo Emery 1900. Crematogaster tumidula ingår i släktet Crematogaster och familjen myror. Inga underarter finns listade i Catalogue of Life.